# Фрайбергская горная академия
Технический университет Фрайбергская горная академия (нем. Technische Universität Bergakademie Freiberg, сокр. TUBAF) — технический университет, расположенный в немецком городе Фрайберге. Основные специализации — минералогия, геология, металлургия, изучение материалов, энергетика и экология.

## История

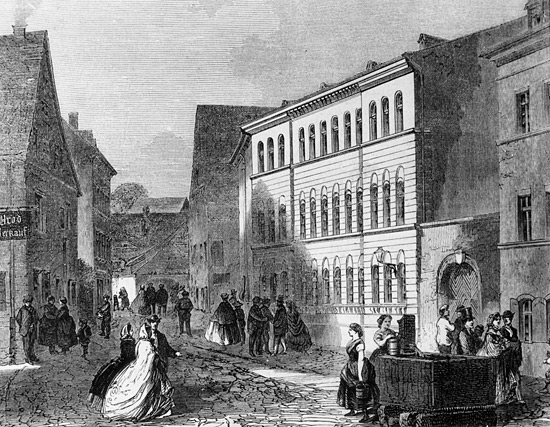
Горная академия в XIX веке

До основания академии в 1739 г. во Фрайберге М. В. Ломоносов под руководством И. Генкеля изучал минералогию и металлургию.
В 1765 году принц Франц Ксавер Саксонский по плану Фридриха Вильгельма фон Оппеля (1720−1767), Карла Вильгельма Бенно фон Хейница и Фридриха Антона фон Хейница основал школу профессионального обучения горняков под именем Курфюршеская саксонская горная академия Фрайберга (с 1806 года: Королевская саксонская горная академия Фрайберга). Главной причиной этого события являлось поражение в Семилетней войне и обязанность выплатить репарации, что в свою очередь требовало увеличения числа профессиональных горняков.
Горная школа/академия Фрайберга является старейшим из горнопромышленных учебных заведений, так как четыре ранее основанные академии в Потоси (Боливия, 1557—1786), Конгсберге (Норвегия, 1757—1814), Банска Штьявница (Словакия, 1762—1919) и Праге (Чехия, 1762—1772) более не существуют. Горная академия Фрайберга является также старейшим после Национальной школы мостов и дорог (фр. École nationale des ponts et chaussées) техническим учебным заведением.

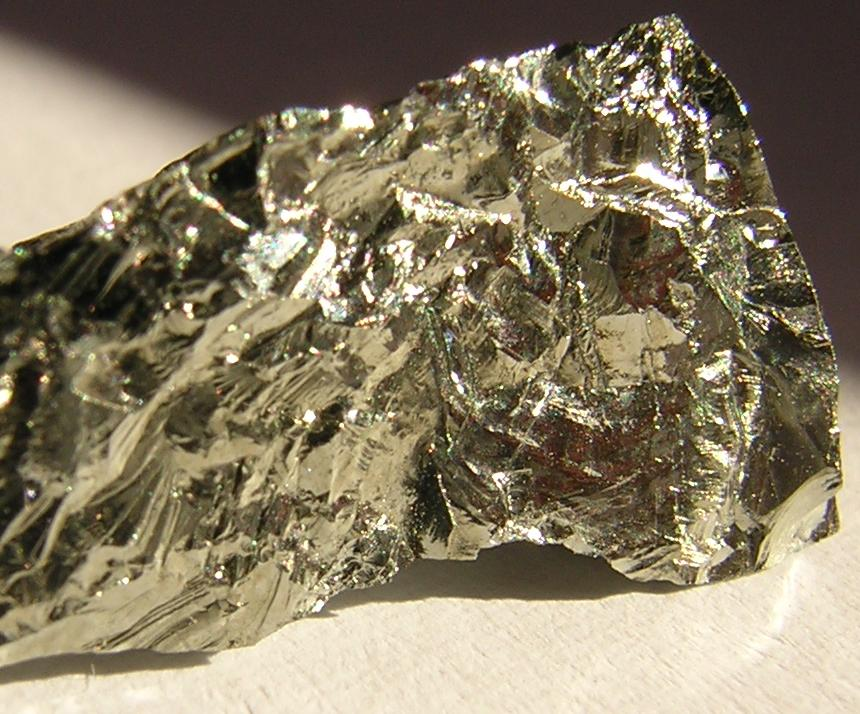
Элемент Германий

В Горной академии Фрайберга были открыты два химических элемента: индий (Фердинанд Райх, 1863) и германий (Клеменс Винклер, 1886)
До основания Дрезденского технического университета в 1871 году Горная академия Фрайберга была наивысшим учебным заведением Саксонии. В 1899 году академии было присвоено звание высшего учебного заведения, с 1905 года получил право выдачи степени «доктора инженерных наук» (нем. Grad eines Dr.-Ing.), а с 1939 года — «доктора естественных наук» (нем. Grad eines Dr. rer. nat.) В 1940 году был основан факультет горного дела и металлургии, а с 1955 года инженерно-экономический и научно-математический Факультет. В 1955 году был основан факультет рабочих и строителей (нем. Arbeiter- und Bauernfakultät «Wilhelm Pieck»). Профессора Эрих Раммлер и Георг Билкенротх за открытие высокотемпературного кокса из бурого угля были награждены Национальной премией ГДР.

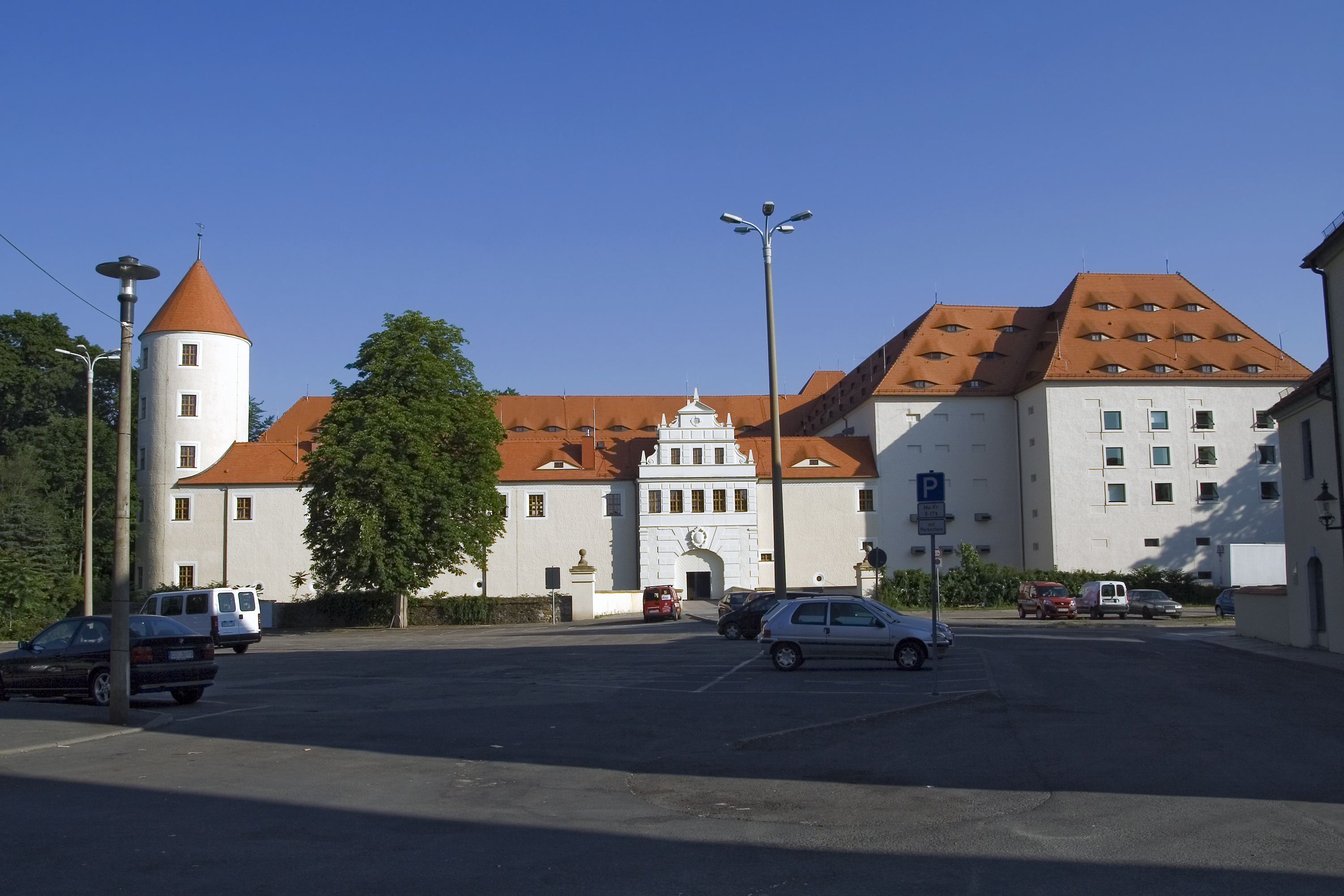
Замок Фройденштайн

В процессе объединения Германии строительная и правовая инфраструктура Горной академии были значительно изменены. В настоящее время в Горной академии активно ведутся исследования полупроводников, в результате чего в городе обосновываются предприятия, связанные с этой областью (Siltronic AG, дочернее предприятие SolarWorld AG).
Наряду с исследованиями в области гео- и материаловедении в Горной академии все большее значение придают экологии. Фрайберг утвердил себя как «университет закрытого круговорота ресурсов», а в мировой исследовательской области — как современное, экосберегающее учебное заведение.
С 2003 года за выдающиеся достижения в области экологических исследований университет вручает студентам и молодым ученым награду Ганса Карла фон Карловица, предоставляемую обществом партнеров местного междисциплинарного экологического центра.

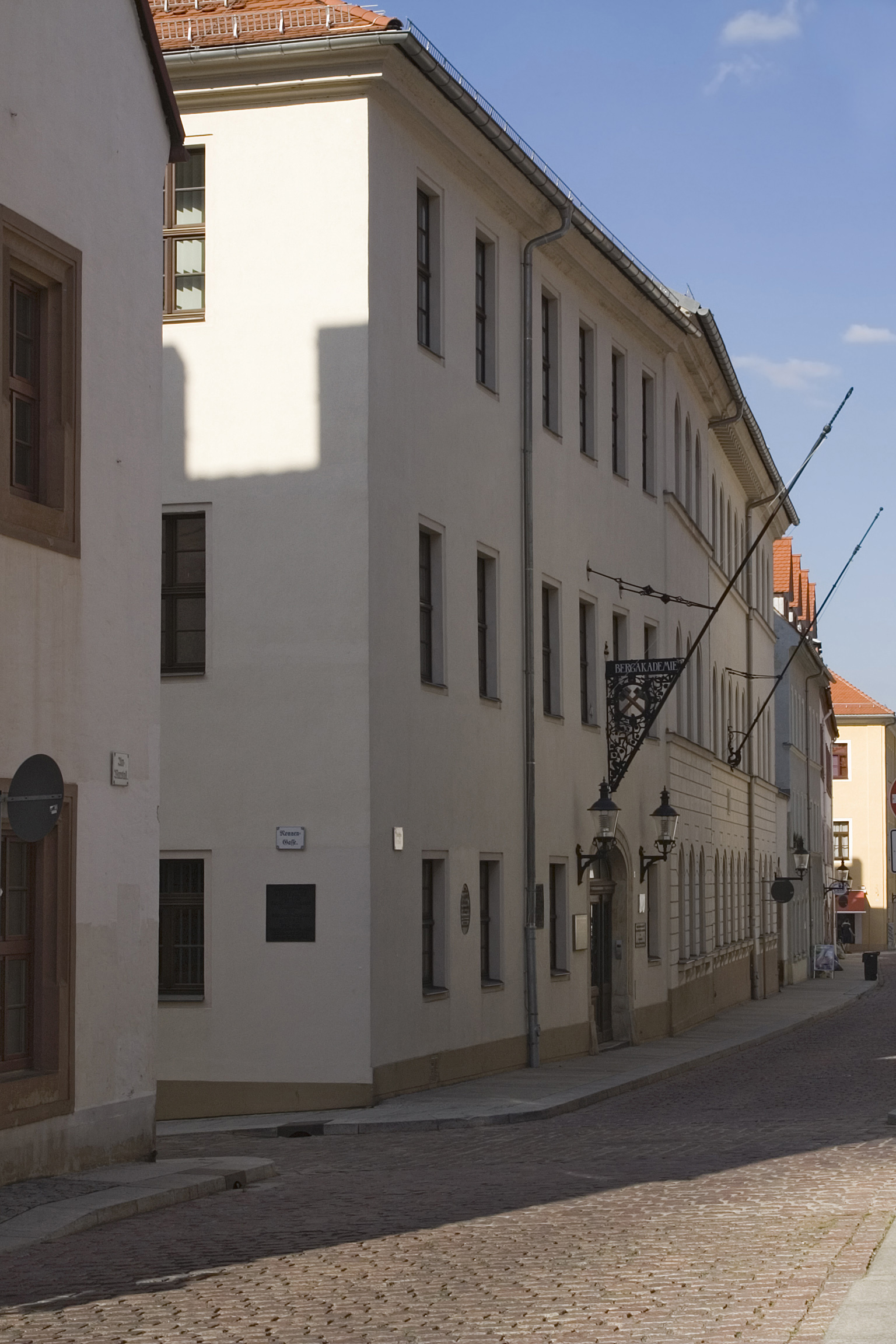
Главное здание на Академиштрассе

Сегодня в мире имя Технического университета Горной академии Фрайберга прочно связано с геонауками. Университет позиционирует себя как «университет ресурсов». Основной профиль университета — геонауки, материаловедение, энергетика и экология.
С октября 2008 года Горная академия выставляет в замке Фройденштайн самую большую в мире частную коллекцию минералов.
Особенными специальностями Академии Фрайберга являются: индустриальная археология (единственная в Германии), международный менеджмент ресурсов и окружающей среды (анг. International Management of Resources and Environ, IMRE, диплом мастера, обучение на английском языке), а также международный бизнес на развивающихся рынках (анг. International Business in Developing & Emerging Markets, диплом мастера, обучение на английском языке)

## Стипендии
В декабре 2006 года благодаря стипендии доктора Эриха Крюгера Горная академия стала обладательницей самого большого стипендиального фонда среди государственных учебных заведений Германии.
В начале 2007 года предприятие SolarWorld AG, занимающиеся производством и исследованием фотоэлементов, учредило стипендию для факультета химии и физики.
- Стипендия доктора Эриха Крюгера
- Стипендия Технического университета Горной академии Фрайберга
- Стипендия «Шпаркассен-Штифтунг» (Фонд сберегательных касс по делам молодёжи и спорта)

## Структура
В Горной академии Фрайберга шесть факультетов:
- Факультет математики и информатики (Факультет 1)
- Факультет химии и физики (Факультет 2)
- Факультет геонаук, геотехники и горного дела (Факультет 3)
- Факультет машиностроения, производственной техники и энерготехники (Факультет 4)
- Факультет исследования материалов и техники материалов (Факультет 5)
- Факультет экономических наук (Факультет 6)

Осенью 1996 года также был основан Междисциплинарный экологический центр (нем. Interdisziplinäres Ökologisches Zentrum (IÖZ))
В зимнем семестре 2009/10 число учащихся ТУ Горная академия Фрайберга составило более 5000, в том числе 30 % студенток и 8 % иностранных учащихся. Всего в 2009 году было предоставлено 27 различных специальностей с получением степеней бакалавра или магистра. ТУ Горная академия Фрайберга также характеризуется высокой практической ориентацией и многочисленными объединениями с частными предприятиями. В 2008 году спонсорские средства исчислялись в размере 35 миллионов евро в год.
ТУ Горная академия Фрайберга является инициатором сотрудничества с основанным в 1993 году университетом Международный институт Циттау (нем. Internationales Hochschulinstitut Zittau, IHZ) и единой системой поддержки молодых предприятий SAXEED.

## Организация

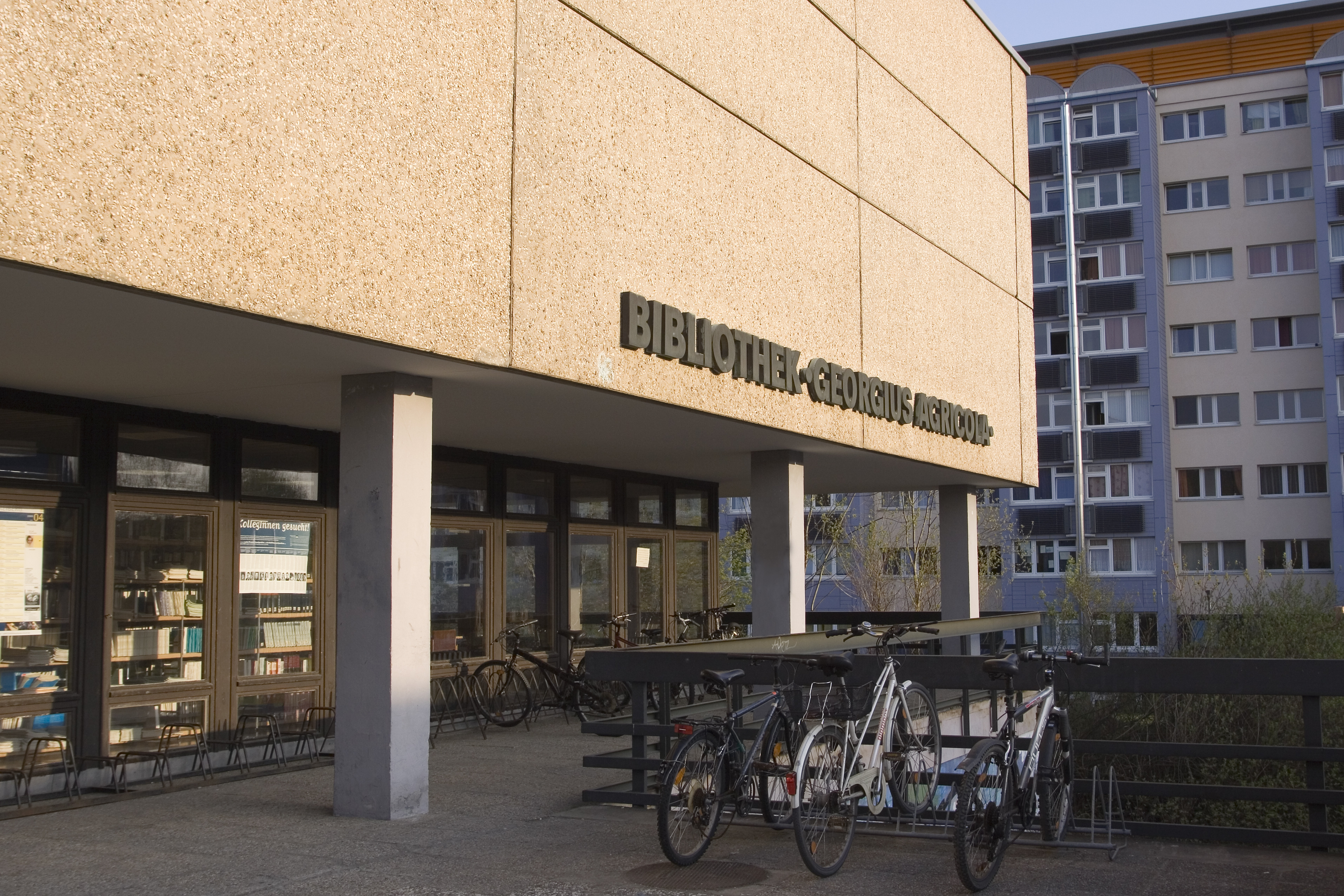
Библиотека Георга Агриколы

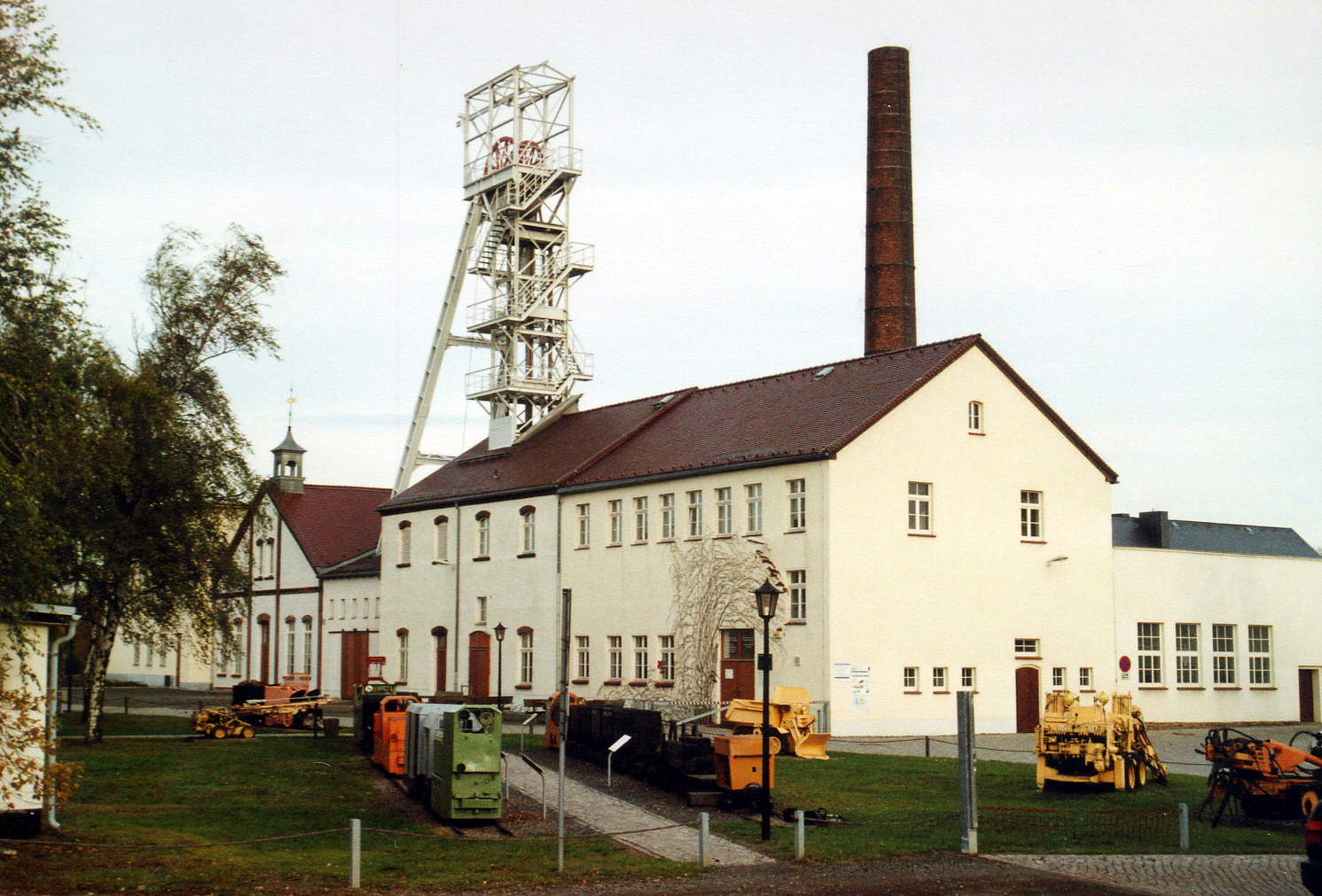
Шахта «Райхе Цехе»

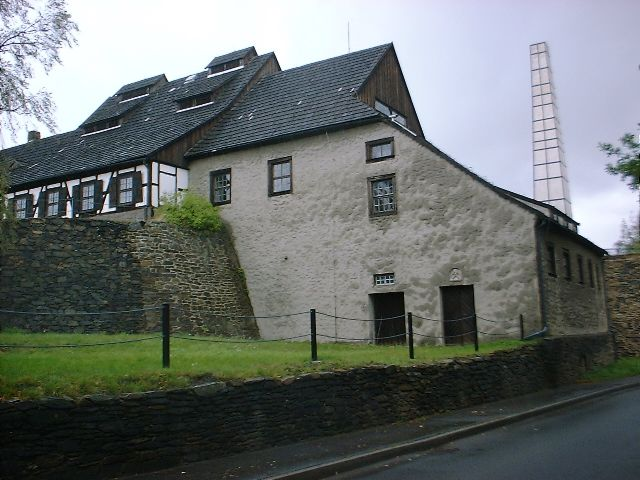
шахта «Алте Елизабет»

Большая часть Горной академии находится на территории университета на севере Фрайберга. Часть располагается на территории города (например, главное здание на Академиштрассе, информационный центр на Прюферштрассе, Альте Менза на Петерштрассе, Вернер-Бау на Бреннхаусштрассе (Институт минералогии, а также собрание минералов), здание Лезингштрассе 45 (экологические науки, языковой центр), а также здания на отвалах учебной шахты Райхе Цехе.
Ещё одна особенность Горной академии — учебная и научно-исследовательская шахта «Райхе Цехе», которая не только дает представление о вековой истории горных работ Фрайберга, но и является уникальным местом для обучения и проведения экспериментов.
В октябре 2008 года в замке Фройденштайн открылась крупнейшая в мире частная экспозиция минералов — «Терра Минералия».
Под руководством Института геофизики ТУ Горной академии Фрайберга находится сейсмологическая обсерватория города Берггисхюбель.

## Международные отношения
В настоящее время Горная академия Фрайберга контактирует с 42 университетами и институтами по всему миру, как, например,
- Рейнско-Вестфальский технический университет Ахена (Германия)
- Технический университет Клаусталь (Германия)
- Колорадский горный университет (США)
- Горная и металлургическая академия Кракова (Польша)
- Московский государственный институт стали и сплавов (Россия)
- Горный университет Леобен (Австрия)
- Московский горный университет (Россия)
- Российский государственный геологоразведочный университет имени Серго Орджоникидзе (Россия)
- Государственный горный институт Санкт-Петербурга (Россия)
- Технический университет Острава (Чехия)
- Горно-геологический университет Софии (Болгария)
- Китайский геологический университет, г. Ухань
- Национальный горный университет (Украина)
- Приднепровская государственная академия строительства и архитектуры (Украина)
- Уральский государственный горный университет (Россия)
- Германо-монгольский институт ресурсов и технологий

и другие.

## Знаменитые студенты и профессора
См. также Выпускники Фрайбергской горной академии

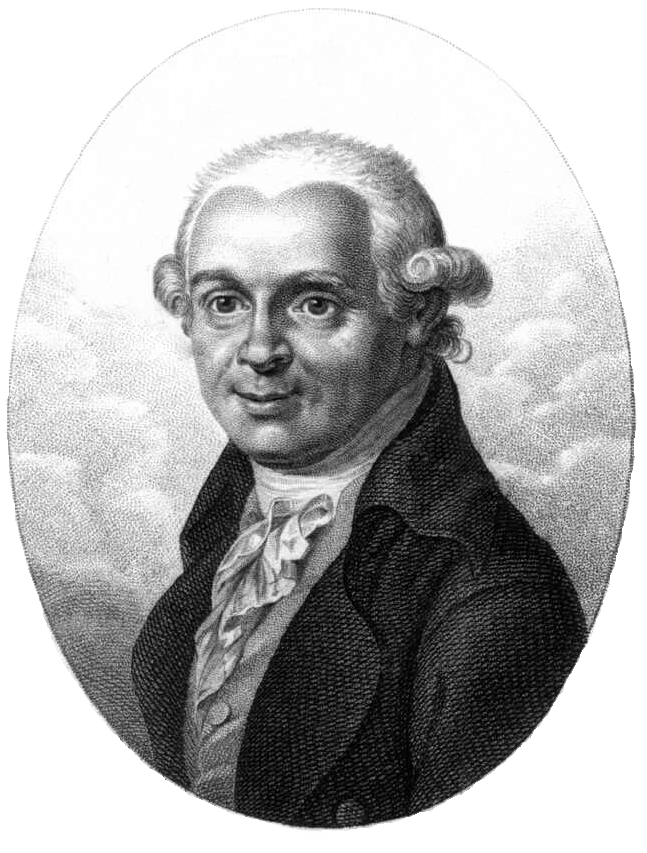
А. Г. Вернер

- Иоган Фридрих Август Брайтхаупт, студент 1811—1813, профессор 1826—1866
- Билькенрот, Георг, профессор
- Ваерн, Карл Фридрих, студент 1836—1838
- Веддинг, Герман, студент
- Карл Фридрих Науман, студент, позже профессор (1826—1842), автор понятия о метасоматозе (1828)
- Карл Бернард фон Котта, студент 1827—1831, профессор с 1842
- Вильгельм Фишер, студент с 1813
- Фридрих фон Гарденберг (Новалис), студент 1797—1799
- Фридрих Эмиль Хейн, студент 1886—1890 под руководством Ледебурга
- Юлиус Амбросиус Хюльсе, студент 1830—1834
- Александр фон Гумбольдт, студент 1790—1792
- Херберт Йобстб, студент 1950
- Карл Альфонс Юраски, профессор 1941—1945
- Теодор Кёрнер, студент 1808
- Карл Густав Крайшер, профессор 1871—1891
- Вильгельм Аугуст Лампадиус, профессор 1794—1842
- Адольф Ледебур, профессор 1874—1906
- Эрнст Йоханнес Трауготт Леманн (1777—1847), профессор 1834—1847
- Карл Эдвин Лёйтхолд, профессор 1876—1883
- Карл Эмануил Лёшерб, студент 1775—1777
- Курт Мербах, студент с 1856
- Курт Адольф Нетто, студент 1864—1869
- Фюрхтеготт Леберехт фон Норденфлухт, студент 1778—1780
- Карл Евгениус Пабст фон Охатн, куратор 1769—1784
- Эрвин Паппериц, профессор 1892—1927 и ректор (1901—1903 и 1905—1907)
- Рафаэль Пумпелли, выпускник 1859 года
- Георг Готлиб Пуш, студент 1805—1810
- Георг Фридрих фон Гогенцоллерн, студент 1996—2000
- Фердинанд Райх, студент 1816—1819, профессор 1824—1866
- Теодор Рихтер, студент 1843—1847б профессор 1856—1896
- Карл Шиффнер, профессор 1902—1930
- Райнхард Шмидт, профессор 2001-
- Георг Унланд, профессор 1993-, ректор 2000—2008
- Фридрих Фильгельм Швамкруг, студент 1826—1830
- Георг Хайнрих Валеб, профессор 1883—1891
- Юлиус Людвиг Вайсбахб, студент 1822—1826, профессор 1836—1871
- Абрахам Готтлоб Вернер, студент 1769—1771, профессор 1775—1817
- Бехбуд хан Азад хан оглы Джаваншир, студент 1902—1906
- Паул Вилски, профессор 1905—1916
- Клеменc Александр Винклер, студент 1857—1859, профессор 1873—1902
- Василий Васильевич Глушко (1920—1998), почётный доктор естественных наук (1976)
- Герберт Йобст, студент 1952—1953
- Кантор Моисей Исаакович, студент 1897—1901
- Самойлович, Рудольф Лазаревич, студент, выпускник 1904

## Почётные граждане
- Профессор Виктор Петрович Соловьев, профессор Московского государственного института стали и сплавов (МИСиС), 1991
- Виталий Иванович Комащенко, профессор Московской государственной геологоразведочной академии (МГГА), 1991
- Сигфрид Флах, коллекционер минералов 2002
- Бронислав Баршански, профессор Горной и металлургической академии Кракова, 2005
- Доктор Герхард Тишендорф, минералогия, 2006
- Горный инспектор профессор Райнхард Шмидт, президент саксонского главного горного управления, 2006
- Тило Фладе, бывший управляющий Freiberg Compound Materials (FCM), 2008
- Доктор технических наук Манфред Гоедеке, управляющий Торгово-промышленной палатой юго-восточной Саксонии (нем. Industrie- und Handelskammer Südwestsachsen (IHK)) в области промышленности/внешнеэкономической деятельности, 2009.